# Borough Market
Borough Market – targ spożywczy w londyńskiej gminie Southwark znajdujący się na południowym końcu London Bridge tuż obok słynnego wieżowca The Shard. Jest to jeden z największych i najstarszych targów żywności w Londynie.
Pierwsze wzmianki na temat Borough Market pochodzą z 1276 roku, choć sami zarządcy twierdzą, że istnieje od 1014 roku. Targowisko składa się obecnie z ponad 100 stoisk, na których producenci z całego kraju sprzedają szereg świeżych produktów, w tym ryby, mięsa, warzywa, cydry, sery, pieczywo, kawę, ciasta i wyroby cukiernicze. Niektóre stoiska specjalizują się w produktach importowanych z zagranicy.
Rynek detaliczny działa w środy i czwartki od 10 do 17, w piątki od 10 do 16, a soboty od 8 do 17. Rynek hurtowy działa we wszystkie poranki w dni powszednie od 2:00 do 8:00.
Borough Market i okoliczne ulice zostały wykorzystane jako miejsce akcji takich filmów jak: Dziennik Bridget Jones (2001), Porachunki (1998) oraz Harry Potter i więzień Azkabanu (2004).
3 czerwca 2017 roku miał tam miejsce zamach terrorystyczny, w którym zginęło 11 osób, w tym 3 zamachowców, a 48 zostało rannych.